# Močvarna kaljužnica
Močvarna kaljužnica (Lat. Caltha palustris), močvarna proljetna biljka, zeljasta trajnica iz umjerene i hladne Europe, Azije (Himalaja, Sibir) i Sjeverne Amerike. Pripada porodici žabnjakovki.
Voli vlažno tlo, odakle joj i ime, pa raste po vlažnim livadama i uz jarke i potoke. Za kaljužnicu se kaže da je vrlo lijepa, cvjetovi su joj jarkožute boje, a raste u busenovima. Može narasti od 5 pa do 30 centimetara. Listovi su joj oblika bubrega ili srcasti s dugim peteljkama, uglavnom prizemni, tek pokoji na stabljici.
Kako je otrovna (eterično ulje anemonol koji nagriza i nadražuje kožu, sluznicu) u narodnoj medicini slabo se koristi. Sastojci su joj i  saponini, flavoni, kolin i u cvjetovima ksantofil i karotin.
Ova biljka poznata je pod mnogobrojnim sinonimnim nazivima (122), a zasada je priznato šest podvrsta, to su:
- Caltha palustris var. alba (Cambess.) Hook.f. & Thomson
- Caltha palustris var. barthei Hance
- Caltha palustris var. himalaica Tamura
- Caltha palustris var. membranacea Turcz.
- Caltha palustris var. sibirica Regel
- Caltha palustris var. umbrosa Diels

## Sinonimi
- Caltha alpestris Schott, Nyman & Kotschy
- Caltha alpina (Schur) Schur
- Caltha arctica R.Br.
- Caltha arctica subsp. caespitosa (Schipcz.) Khokhr.
- Caltha arctica subsp. caespitosa A.P. Khokhr.
- Caltha arctica subsp. membranacea (Turcz.) Khokhr.
- Caltha arctica subsp. sibirica (Regel) Tolm.
- Caltha asarifolia DC.
- Caltha caespitosa Schipcz.
- Caltha confinis Greene
- Caltha cornuta Schott, Nyman & Kotschy
- Caltha coronata Schur /Spelovana varijanta/
- Caltha crenata Belyaeva & Sipliv.
- Caltha dentata Muhl.; nevalidni sinonim
- Caltha elata Duthie
- Caltha emodorum Spreng.
- Caltha ficarioides Pursh
- Caltha flabellifolia Pursh
- Caltha freyniana Heldr. ex Beck ; nevalidni sinonim
- Caltha glabra Gilib.; nevalidni sinonim
- Caltha gorovii Vorosch.
- Caltha grosseserrata Pant.
- Caltha guerangerii Boreau
- Caltha himalayanus Royle
- Caltha himalensis D.Don
- Caltha integerrima Pursh
- Caltha intermedia Schott, Nyman & Kotschy
- Caltha laeta Schott, Nyman & Kotschy
- Caltha latifolia Schott, Nyman & Kotschy
- Caltha longirostris Beck
- Caltha major Mill.
- Caltha minor Mill.
- Caltha minor subsp. arctica (R.Br.) Á.Löve & D.Löve
- Caltha napalensis Royle ; nevalidni sinonim
- Caltha natans var. arctica (R.Br.) Á.Löve & D.Löve
- Caltha natans var. asarifolia (DC.) Huth
- Caltha orthorhyncha Rupr.
- Caltha pallidiflora Martrin-Donos
- Caltha palustris var. acutiserrata Huth
- Caltha palustris var. aleutensis Huth
- Caltha palustris var. alpestris (Schott, Nyman & Kotschy) Rouy & Foucaud
- Caltha palustris var. alpina Schur
- Caltha palustris var. araneosa Steenis
- Caltha palustris subsp. araneosa (Steenis) Meijden
- Caltha palustris var. arctica (R.Br.) Huth
- Caltha palustris subsp. arctica (R.Br.) Hultén
- Caltha palustris f. arrabonensis Soó
- Caltha palustris var. asarifolia (DC.) Rothr.
- Caltha palustris subsp. asarifolia (DC.) Hultén
- Caltha palustris var. asarifolia (DC.) Huth
- Caltha palustris var. borbasii Soó
- Caltha palustris var. bosnica Huth
- Caltha palustris f. cornuta (Schott, Nyman & Kotschy) Huth
- Caltha palustris var. cornuta (Schott, Nyman & Kotschy) Rouy & Foucaud
- Caltha palustris f. czarnohorensis (Zapał.) Soó & Kovács-Lang
- Caltha palustris f. decumbens Makino
- Caltha palustris var. dentata Čelak.
- Caltha palustris f. dentata (Čelak.) Huth
- Caltha palustris var. enkoso H.Hara
- Caltha palustris f. erecta Makino
- Caltha palustris var. flabellifolia (Pursh) Torr. & A.Gray
- Caltha palustris f. gigas H.Lév.
- Caltha palustris var. himalensis (D.Don) Mukh.
- Caltha palustris var. integerrima (Pursh) Torr. & A.Gray
- Caltha palustris f. integerrima (Pursh) Huth
- Caltha palustris var. laeta (Schott, Nyman & Kotschy) Huth
- Caltha palustris var. latifolia (Schott, Nyman & Kotschy) Rouy & Foucaud
- Caltha palustris var. major (Mill.) DC.
- Caltha palustris var. minima Regel
- Caltha palustris var. minor (Mill.) DC.
- Caltha palustris f. minor (Mill.) Huth
- Caltha palustris subsp. minor (Mill.) A.R.Clapham
- Caltha palustris var. nipponica H.Hara
- Caltha palustris subsp. nymphiifolia Vorosch. & Gorovoj
- Caltha palustris var. orbicularis Briq.
- Caltha palustris var. orientalisinensis X.H.Guo
- Caltha palustris f. orthocarpa (Rupr.) Huth
- Caltha palustris var. palustris
- Caltha palustris subsp. palustris
- Caltha palustris var. parnassifolia (Raf.) Torr. & A.Gray
- Caltha palustris f. platycarpa Soó & Kovács-Lang
- Caltha palustris f. plena Huth
- Caltha palustris f. plurisepala Huth
- Caltha palustris var. polypetala (Hochst. ex Lorent) Huth
- Caltha palustris f. pratensis Huth
- Caltha palustris var. radicans (T.F.Forst.) Beck
- Caltha palustris f. radicans (T.F.Forst.) Kjellm.
- Caltha palustris subsp. radicans (T.F.Forst.) Hook.
- Caltha palustris var. radicans (T.F. Forst.) A. Gray
- Caltha palustris subsp. renifolia (Tolm.) Luferov
- Caltha palustris f. retyzatensis Soó
- Caltha palustris f. simonkaiana Soó
- Caltha palustris var. stagnalis Rouy & Foucaud
- Caltha palustris subsp. thracica Velen.
- Caltha palustris f. transsilvanica Soó & Kovács-Lang
- Caltha palustris subsp. violacea (Khokhr.) Luferov
- Caltha palustris f. vulgaris Huth
- Caltha palustris var. vulgaris (Schott, Nyman & Kotschy) Rouy & Foucaud
- Caltha palustris var. zetlandica Beeby
- Caltha paniculata Wall. ; nevalidni sinonim
- Caltha parnassifolia Raf.
- Caltha polypetala Hochst.
- Caltha polypetala var. colchica Kem.-Nath.
- Caltha polypetala var. orthoryncha (Rupr.) Kem.-Nath.
- Caltha populago Gouan
- Caltha procumbens Huth
- Caltha pumila Schur
- Caltha pygmaea (Makino) Makino
- Caltha radicans T.F.Forst.
- Caltha ranunculoides Schur
- Caltha riparia G.Don
- Caltha serotina Tolm.
- Caltha sibirica var. renifolia Tolm.
- Caltha silvestris Vorosch.
- Caltha stagnalis Magnier ex Rouy & Fouc.
- Caltha thracica (Velen.) Adamović ex Graebn. & Graebn.f.
- Caltha violacea Khokhr.
- Caltha vulgaris Pall. ex Steud.
- Caltha vulgaris Schott, Nyman & Kotschy
- Caltha zetlandica (Baby) Dörfl.
- Populago palustris Scop.; mogući sinonim
- Trollius paluster E.H.L.Krause; mogući sinonim